# Gemma Howellová
Gemma Howellová (* 13. června 1990 Stafford) je britská a anglická zápasnice – judistka, bronzová olympijská medailistka z roku 2016.

## Sportovní kariéra
S judem začínala v Telfordu v 8 letech pod vedením svého otce. V britské ženské reprezentaci se pohybuje od svých 17 let. Do roku 2012 shazovala do lehké váhy do 57 kg. V olympijském roce 2012 si se Sarah Clarkovou prohodila váhu, ale v polostřední váze do 63 kg na domácích olympijských hrách v Londýně nepostoupila přes první kolo. Polostřední váze zůstala věrná v dalším olympijském období, ale zranění kolen, která jí provázejí celou sportovní kariéru, jí bránila k adekvátní fyzické přípravě. V roce 2016 se na olympijské hry v Riu nekvalifikovala. Od roku 2017 startuje ve střední váze do 70 kg.

### Vítězství
- 2012 – 1x světový pohár (Bukurešť, Tallinn, Apia)
- 2014 – 1x světový pohár (Glasgow)

## Výsledky
| Olympijské hry     |    |     | —  |   |     |     | úč. |   |   |     | — |     |    |  |  |  |  |  |  |  |  |  |  |  |  |  |  |
| Mistrovství světa  |    | —   |    | — | úč. | úč. |     | — | — | —   |   | úč. |    |  |  |  |  |  |  |  |  |  |  |  |  |  |  |
| Evropské hry       |    |     |    |   |     |     |     |   |   | úč. |   |     |    |  |  |  |  |  |  |  |  |  |  |  |  |  |  |
| Mistrovství Evropy | —  | —   | —  | — | —   | úč. | —   | — | — | úč. | — | —   | 3. |  |  |  |  |  |  |  |  |  |  |  |  |  |  |
| ME do 23 let       | —  | —   | 3. | — | 3.  | —   | —   |   |   |     |   |     |    |  |  |  |  |  |  |  |  |  |  |  |  |  |  |
| MS juniorů         | —  |     | 3. | — |     |     |     |   |   |     |   |     |    |  |  |  |  |  |  |  |  |  |  |  |  |  |  |
| ME juniorů         | —  | úč. | 3. | — |     |     |     |   |   |     |   |     |    |  |  |  |  |  |  |  |  |  |  |  |  |  |  |
| ME dorostenců      | 5. |     |    |   |     |     |     |   |   |     |   |     |    |  |  |  |  |  |  |  |  |  |  |  |  |  |  |